# Pokémon: Detective Pikachu
Pokémon: Detective Pikachu (también conocida como Detective Pikachu) es una película de fantasía estadounidense de 2019 dirigida por Rob Letterman y escrita por Nicole Perlman y Letterman, basada en el videojuego del mismo nombre. La cinta es una empresa conjunta estadounidense y japonesa producida por Legendary Pictures, The Pokémon Company, Warner Bros. Pictures y Toho. Se trata de la primera película de acción en vivo basada en la franquicia Pokémon. La película está protagonizada por Ryan Reynolds como la voz del detective Pikachu y con Justice Smith, Kathryn Newton y Ken Watanabe en papeles de acción en vivo.
La cinta fue distribuida por Warner Bros. Pictures en RealD 3D y fue estrenada el 10 de mayo de 2019, lo que la convierte en la primera película de Pokémon en obtener un estreno teatral amplio en Estados Unidos desde Pokémon 3: El hechizo de los Unown en 2001.

## Sinopsis
En el universo de Pokémon, Tim Goodman (Justice Smith) es un exentrenador Pokémon, hijo del destacado entrenador Pokémon y detective Harry Goodman. Cuando su padre desaparece en un accidente automovilístico, Tim llega a Ryme City y termina por encontrarse con el Detective Pikachu (Ryan Reynolds), el antiguo compañero de Harry en Pokémon. Tim es capaz de entender al Detective, y se unen a regañadientes para encontrar a su padre y descubrir el misterio que rodea a su desaparición. Persiguiendo pistas a través de las calles de Ryme City, el dúo dinámico pronto descubre una trama tortuosa que representa una amenaza para el universo Pokémon.

## Reparto

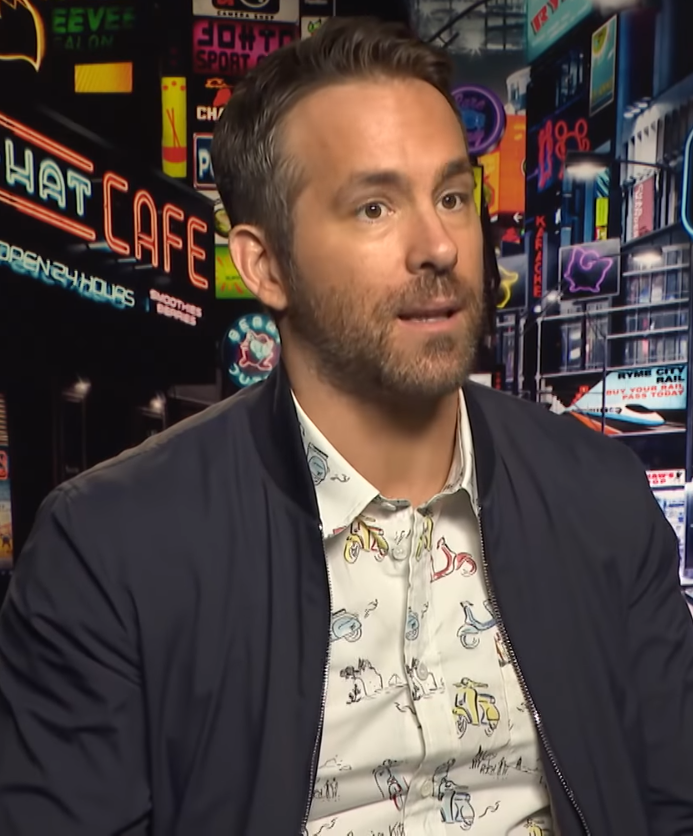
Ryan Reynolds, voz de Pikachu.

- Ryan Reynolds como la voz del Detective Pikachu, un Pikachu inusual y excepcionalmente inteligente que puede hablar.
  - Reynolds también interpreta a Harry Goodman, el padre desaparecido de Tim y un veterano detective de la policía de Ryme City.
  - Ikue Ōtani como la voz normal de Pikachu del detective Pikachu, tal como la escuchan otros humanos además de Tim.
- Justice Smith como Tim Goodman, un exentrenador Pokémon en busca de su padre desaparecido. También es el compañero del detective Pikachu, y la única persona capaz de oírlo hablar.
  - Max Fincham interpreta a un Tim más joven.
- Ken Watanabe como el detective Yoshida, un detective de Ryme City y amigo de Harry Goodman.
- Kathryn Newton como Lucy Stevens, una periodista acompañada por un Psyduck.
- Karan Soni como Jack, el amigo de Tim que es un entrenador Pokémon.
- Bill Nighy como Howard Clifford, el visionario discapacitado detrás de Ryme City y fundador de Empresas Clifford.
- Suki Waterhouse como la Sra. Norman, un disfraz usado por un Ditto modificado que es el cómplice de Howard.
- Chris Geere como Roger Clifford, hijo de Howard y presidente de Empresas Clifford.
- Rita Ora como la Dra. Ann Laurent, una científica de Empresas Clifford que experimentaba con Mewtwo.
- Omar Chaparro como Sebastian, un entrenador Pokémon que corre un campo de batalla para Pokémon ilegal y está acompañado por un Charizard.
  - Chaparro también hizo autodoblaje de su personaje para Hispanoamérica.
- Josette Simon como "Grams", la abuela de Tim, quien lo cuidó después de la muerte de su madre.
- Kadiff Kirwan como el alcalde de Ryme City.
- Rina Hoshino y Kotaro Watanabe como Mewtwo (voz)
- Rachael Lillis como Jigglypuff (archivo de grabación de voz).

Además, Diplo aparece como él mismo, siendo el DJ que toca en la arena de Pokémon de Sebastian. Ryoma Takeuchi, quien proporciona la voz doblada japonesa de Tim, tiene un cameo como un entrenador Pokémon en un video que Tim observa.

## Producción

### Desarrollo
La película se anunció oficialmente en julio de 2016, aunque se informó que Legendary Pictures estaba en conversaciones desde abril de ese año. The Pokémon Company y Letterman querían adaptar al Detective Pikachu debido a su interés en hacer una película que se centrara en otro personaje además de Ash Ketchum, el protagonista de la serie animada de televisión Pokémon. Sobre la premisa, Letterman declaró: "The Pokémon Company, ya han hecho muchas, muchas películas de Ash, y llegaron a Legendary con la idea de usar un nuevo personaje. Entonces, cuando subí a bordo, me lanzaron este personaje de Detective Pikachu, y me enamoré de la historia detrás de él". La idea de hablar Pokémon surgió de un concepto inicial para la serie de televisión de la década de 1990, pero fue desechada cuando el desarrollador original del juego, Game Freak, no estaba satisfecho con el concepto. La idea fue revivida para el juego spin-off Detective Pikachu 2016. Letterman dijo que "pasaron un año diseñando todos los personajes antes del rodaje para que pudiéramos hacerlo bien".
Rob Letterman fue contratado para dirigir la película el 30 de noviembre de 2016, y la producción acelerada del estudio comenzará en 2017. El 16 de agosto de 2016, Nicole Perlman y Alex Hirsch estaban en negociaciones con Legendary para escribir el guion. Las revisiones posteriores fueron proporcionadas por Eric Pearson, Thomas McCarthy, Derek Connolly, Dan Hernández, Benji Samit y Letterman. Finalmente, Hernández, Samit, Letterman y Connolly recibieron créditos de guion, y Hernández, Samit y Perlman recibieron la factura "por la historia".

### Casting
En noviembre de 2017, Justice Smith fue elegido para el papel humano principal, con el coprotagonismo de Kathryn Newton después de una intensa sesión de lectura y prueba de actrices que aparecerían frente a Smith. Newton venció así a Natalia Dyer, Haley Lu Richardson y Katherine Langford por el papel. En diciembre de 2017, Ryan Reynolds fue elegido para desempeñar el papel principal de Pikachu, a través de captura de movimiento. Otros actores considerados para el papel fueron Dwayne Johnson, Mark Wahlberg y Hugh Jackman. En enero de 2018, cuando comenzó la producción, Ken Watanabe, Bill Nighy y Chris Geere se unieron al elenco. En febrero de 2018, Suki Waterhouse y Rita Ora también se unieron al reparto. En abril de 2018, Omar Chaparro se unió al reparto. En enero de 2019, Rob Delaney había declarado previamente que tenía un papel, pero no aparece en el corte final de la película.

### Filmación
La filmación comenzó el 15 de enero de 2018 en Londres, Inglaterra y Denver, Colorado. 9 días después, Legendary anunció que la fotografía principal había comenzado oficialmente. Jon Bailey completó gran parte de la interacción en el set y la referencia vocal de Pikachu. Sin embargo, todo su diálogo fue copiado por Ryan Reynolds. La filmación terminó el 1 de mayo de 2018. Algunas filmaciones se realizaron en los estudios Shepperton, Warner Bros. Studios, Leavesden y Minley Woods en Hampshire; zonas rurales de Colorado, a las afueras de Denver y Colorado Springs; y Escocia. 
El director de fotografía de la película, John Mathieson, señaló que, como sus otras películas, el detective Pikachu fue filmado en una película tradicional, en contraste con la mayoría de las otras películas contemporáneas que se filman digitalmente. Dijo que el uso de la película tradicional ayuda a que "parezca más realista".

### Música
Henry Jackman, quien anteriormente trabajó con Letterman en Los Viajes de Gulliver, proporcionó el puntaje de la película. Kygo y Rita Ora lanzaron un sencillo independiente para la película, titulado "Carry On". La canción y el vídeo musical fueron lanzados el 19 de abril de 2019. El grupo japonés de hip hop Honest Boyz también colaboró con Lil Uzi Vert para hacer otra canción para la película, titulada "Electricity" y producida por Pharrell Williams. En los créditos finales, el tema "Rojo y azul" de los medios Pokémon anteriores, compuesto por Junichi Masuda, se escuchó y fue adaptado y compuesto por Jackman, pero no se incluyó en la banda sonora de la película.

### Posproducción
Los efectos visuales de la película fueron proporcionados por Moving Picture Company (MPC), Framestore, Image Engine, Rodeo FX y Instinctual VFX. Gran parte de los efectos visuales fueron proporcionados por el mismo equipo detrás de El libro de la selva, Animales fantásticos y dónde encontrarlos, y El Rey León. Letterman comparó los efectos visuales con el personaje de Rocket Raccoon de Guardianes de la Galaxia: "Técnicamente, son algunos de los efectos visuales más sofisticados del mundo ... Es completamente fotorrealista, como si estuvieran vivos y en la película". Una Grabación de audio adicional de una pelea entre el Detective Pikachu y Charizard se grabó en el Campeonato Mundial Pokémon 2018.

## Marketing
A principios de noviembre de 2018, con la película en la fase de postproducción, se realizó una prueba de pantalla para una versión incompleta de la película, que atrajo reacciones considerablemente positivas de la audiencia de prueba. Los elogios se dirigieron hacia el guion, los efectos visuales y la actuación de Reynolds.
El primer tráiler de la película fue lanzado el 12 de noviembre de 2018. Warner Bros. reveló versiones del tráiler en inglés junto con versiones dobladas en español, francés, italiano y alemán. Pronto se convirtió en el video de mayor tendencia en YouTube y en un tema de gran tendencia en Twitter, al tiempo que inspiró numerosos memes de Internet y videos de reacción. En 24 horas, el avance de alto concepto acumuló más de 100 millones de visitas en múltiples plataformas en línea y redes sociales. En YouTube, el avance en inglés obtuvo más de 1 millón de Me gusta en dos días, y 1,22 millones de Me gusta en 5 días. En Twitter, estableció un nuevo récord de más de 400,000 menciones el día de la revelación del avance. El 26 de febrero de 2019, se lanzó el segundo tráiler, con una aparición de Mewtwo. Un día antes del lanzamiento del tráiler, Ryan Reynolds subió un video a su canal de YouTube que presenta entrevistas con él y su esposa, Blake Lively. El tercer tráiler fue lanzado el 22 de abril de 2019.
El 30 de noviembre de 2018, Letterman, Smith y Newton aparecieron en el escenario durante el evento Tokyo Comic-Con.
El 7 de mayo de 2019, un canal de YouTube de Warner Bros. llamado "Inspector Pikachu" subió un video que pretende ser una grabación pirata de la película. Con una duración de casi 1,75 horas, el minuto de apertura muestra las secuencias del logotipo de producción seguidas de una escena de la película con Tim Goodman, antes de pasar el resto de su tiempo de ejecución representando a Pikachu haciendo ejercicios aeróbicos con una melodía de sintetizador animada inspirada en la década de 1980. Reynolds ayudó en la broma, publicando en Twitter como si estuviera alertando a Warner Bros. y las cuentas oficiales de la película sobre el supuesto contrabando. El video, que Paul Tassi de Forbes describió como "brillante", recibió 4.2 millones de visitas en menos de un día.

### Mercancía y otros vínculos
El 15 de marzo de 2019, se reveló que Legendary lanzará una novela gráfica basada en la película.
Niantic Labs promovió la película a través de la aplicación Pokémon Go, presentando, entre otras cosas, Pokémon seleccionados de la película que aparecen en el juego, incluida una versión "detective" de edición limitada de Pikachu.
The Pokémon Company lanzó una serie de cartas coleccionables con imágenes de la película, incluida una edición limitada de la tarjeta Detective Pikachu disponible solo el primer fin de semana del lanzamiento de la película.
Los juguetes del detective Pikachu también se vendieron en Burger King.

## Lanzamiento
Establecida originalmente para ser distribuida por Universal Pictures, Pokémon: Detective Pikachu fue estrenada en Estados Unidos el 10 de mayo de 2019, a través de Warner Bros. Pictures, mientras que Toho distribuyó la película en Japón.

## Recepción

### Taquilla
A partir del 4 de agosto de 2019, el detective Pikachu ha recaudado $144 millones en los Estados Unidos y Canadá, y $287.2 millones en otros territorios, por un total mundial de $431.2 millones, contra un presupuesto de producción de $150 millones.
En los Estados Unidos y Canadá, la película se estrenó junto a Tolkien, Poms y The Hustle, y se proyectó que recaudaría entre 50 y 70 millones de dólares de 4202 teatros. La película ganó $20.7 millones en su primer día, incluidos $5.7 millones de los avances de la noche del jueves, ambos registros para una película basada en un videojuego. Luego debutó con $54.4 millones, terminando segunda detrás de Avengers: Endgame. Fue la mejor apertura para una película de videojuegos, y también fue el sexto total más alto para una película que no debutó en el número uno en la taquilla. En su segundo fin de semana, la película ganó $24.8 millones, terminando tercero detrás de John Wick: Chapter 3 - Parabellum y Avengers: Endgame, y luego ganó $13.3 millones en su tercer fin de semana, terminando cuarto. A partir del 16 de julio de 2019, ha recaudado $436 millones en todo el mundo, superando a Warcraft para convertirse en la adaptación cinematográfica de videojuegos más taquillera de todos los tiempos.
En otros territorios, se proyectó que la película debutaría a $90–120 millones de 62 países, incluidos $40–60 millones en China. Antes de su lanzamiento mundial, la película recaudó $21 millones en estrenos y avances en varios mercados internacionales, incluido Japón, hasta el jueves. La película tuvo un debut internacional de fin de semana de $103 millones (y un debut de 5 días de $112.4 millones), destronando a Avengers: Endgame en la cima de la taquilla internacional. El Detective Pikachu encabezó nuevamente la taquilla internacional en su segundo fin de semana. A pesar de batir récords, la película cayó por debajo de las expectativas debido al alto presupuesto.
En Japón, la película se estrenó en el número tres (detrás de Detective Conan: The Fist of Blue Sapphire y Avengers: Endgame), recaudando ¥948 millones ($8.6 millones) en su primer fin de semana, antes de encabezar la taquilla en su segundo fin de semana , con un total acumulado de ¥1,465,395,700 ($13,327,837). En China, el Detective Pikachu tuvo un día de apertura bruto de $16.4 millones y encabezó la taquilla con un debut de fin de semana de $40.8 millones. Volvió a encabezar la taquilla china en su segunda semana, con un total acumulado de $69.3 millones. En el Reino Unido, encabezó la taquilla con un debut de £4.9 millones ($6.6 millones). Al 26 de mayo de 2019, los mercados internacionales más grandes de la película son China ($84.4 millones), Japón ($21.2 millones), Reino Unido ($13.6 millones), México ($10.4 millones) y Alemania ($9.5 millones).

### Crítica
A partir de julio de 2019, el 68% de las 283 reseñas compiladas por el agregador de reseñas Rotten Tomatoes son positivas y tienen una calificación promedio de 6/10. El consenso crítico del sitio web dice: "El Detective Pokémon Pikachu puede no tomar su premisa maravillosamente extraña en la medida de lo posible, pero esta adaptación poco convencional debería atrapar a la mayoría, si no a todos, de los fanáticos de la franquicia". Es el mejor ... revisó la adaptación cinematográfica de acción real de un videojuego en el sitio web. Metacritic, que utiliza un promedio ponderado, proporciona un puntaje de 53 de 100, basado en 48 críticos, que indica "revisiones mixtas o promedio". Las audiencias encuestadas por CinemaScore le dieron a la película una calificación promedio de "A−" en una escala de A + a F, mientras que las audiencias generales encuestadas por PostTrak le otorgaron 4 de 5 estrellas.
Scott Mendelson, de Forbes, calificó la película como "la mejor película de videojuegos" y escribió: "El Detective Pikachu funciona porque es una buena película primero y un prometedor comienzo de franquicia o una marca de efectivo en segundo lugar. Es una película real, basada en el personaje. arcos y giros narrativos con suficiente emoción cruda y apuestas personales para hacer que los momentos importantes de efectos especiales importen más allá del espectáculo". Sean Keane de CNET también calificó la película como la mejor basada en un videojuego, calificándola de un "juego entretenido con mucho corazón" y alabando a Reynolds.
Al escribir para The Hollywood Reporter, Michael Rechtshaffen dijo: "Aunque el guion ... tiende a compartimentar la comedia, la acción y las partes emocionales en lugar de mezclarlas orgánicamente, la enérgica dirección de Letterman logra mantener todo en alto". Alonso Duralde de La crítica de TheWrap está liderada por el subtítulo "La versión de acción en vivo más animación del popular juego se siente ambiciosa y perezosa, frenética y lenta".

## Secuela
En enero de 2019, meses antes del estreno de Pokémon: Detective Pikachu, Legendary Entertainment anunció que ya se está desarrollando una secuela. Oren Uziel firmó como guionista.